# Ulsan HD FC
Ulsan Hyundai (koreansk: 울산 현대) er en fodboldklub i Ulsan, Sydkorea.

## Titler
- K League Classic
  - Vinder (5): 1996, 2005, 2022, 2023, 2024

- Korean League Cup
  - Vinder (5): 1986, 1995, 1998, 2007, 2011

- Korean Super Cup
  - Vinder (1): 2006

- AFC Champions League
  - Vinder (1): 2012

- A3 Champions Cup
  - Vinder (1): 2006